# Калімбет Ірина Володимирівна
Ірина Володимирівна Калімбет (нар. 29 листопада 1969, Канів) — українська академічна веслувальниця, що виступала за Радянський Союз, призер Олімпійських ігор та чемпіонатів світу.

## Життєпис
Займалась академічним веслуванням в МСМК (1988). Тренувалася на базі «Динамо», Київ. Тренери: Горовий О. І., Гринько І. К..
1985 року на молодіжному чемпіонаті світу виборола бронзову медаль в складі четвірки парної. Наступного року на молодіжному чемпіонаті світу зайняла друге місце в одиночках.
На чемпіонаті світу 1987 в змаганнях четвірок була третьою.
На Олімпійських іграх 1988 вона стала срібною медалісткою в складі четвірки збірної СРСР (Ірина Калімбет, Світлана Мазій, Інна Фролова, Антоніна Думчева).
Срібна призерка чемпіонату світу 1989 в складі четвірки парної.
Нагороджена медаллю «За трудову відзнаку» (1988).

## Особисте життя
1992 року закінчила Київський державний інститут фізичної культури. Одружилася і переїхала до Москви. Чоловік — Василь Тиханов, академічний веслувальник, срібний призер Олімпійських ігор в Сеулі.
Має двох дочок-близнюків — Анастасію і Єлизавету (1993), теж академічних веслувальниць.